# Фактори, індуковані гіпоксією
Фактори, індуковані гіпоксією (HIF) — це фактори транскрипції, які реагують на зниження доступного кисню у клітинному середовищі або на гіпоксію.

## Відкриття
Транскрипційний комплекс HIF був відкритий у 1995 році Греггом Л. Семенза та аспірантом Гуан Вангом. У 2016 році Вільям Келін, Пітер Дж. Реткліфф і Грегг Л. Семенца були нагороджені премією Ласкера за їхню роботу щодо з’ясування ролі HIF-1 у сприйнятті кисню та його ролі у виживанні в умовах низького вмісту кисню. У 2019 році вони були спільно нагороджені Нобелівською премією з фізіології та медицини за їхню роботу над з’ясуванням того, як HIF сприймає та адаптує клітинну реакцію до наявності кисню.

## Структура
Більшість, якщо не всі аеробні організми, експресують висококонсервативний транскрипційний комплекс HIF-1 — гетеродимер, що складається з альфа- та бета-субодиниць. Бета-субодинця є конститутивно експресованим ядерним транслокатором арилвуглеводневого рецептора (ARNT). HIF-1 належить до підродини PER-ARNT-SIM (PAS) сімейства факторів транскрипції базової спіралі-петлі-спіралі (bHLH). Альфа- і бета-субодиниця подібна за структурою і обидва містять такі домени:
- N-кінець — домен bHLH для зв'язування ДНК
- центральна область — домен Per-ARNT-Sim (PAS), що сприяє гетеродимеризації
- C-кінець — залучає транскрипційні корегуляторні білки

## Представники родини HIF
Нижче наведено члени сімейства HIF людини:
| Член   | ген   | Білок                                               |
| ------ | ----- | --------------------------------------------------- |
| HIF-1α | HIF1A | фактор 1, індукований гіпоксією, альфа-субодиниця   |
| HIF-1β | ARNT  | ядерний транслокатор арилвуглеводневого рецептора   |
| HIF-2α | EPAS1 | білок ендотеліального домену PAS 1                  |
| HIF-2β | ARNT2 | ядерний транслокатор арилвуглеводневого рецептора 2 |
| HIF-3α | HIF3A | фактор 3, індукований гіпоксією, альфа-субодиниця   |
| HIF-3β | ARNT3 | ядерний транслокатор арилвуглеводневого рецептора 3 |

## Функція
Експресія HIF1α у гемопоетичних стовбурових клітинах пояснює те, що стовбурові клітини  підтримують низьку швидкість метаболізму, щоб зберегти потентність протягом тривалих періодів у життєвому циклі організму.
Сигнальний каскад HIF опосередковує ефект гіпоксії та стану низької концентрації кисню на клітину. Гіпоксія часто не дає клітинам диференціюватися. При цьому гіпоксія сприяє утворенню кровоносних судин і важлива для формування судинної системи ембріонів і пухлин. Гіпоксія в ранах також сприяє міграції кератиноцитів і відновленню епітелію. Не дивно, що модуляція HIF-1 була визначена як перспективна парадигма лікування у загоєнні ран.
Загалом, HIF життєво важливі для розвитку. У ссавців видалення генів HIF-1 призводить до перинатальної смерті. Було показано, що HIF-1 життєво важливий для виживання хондроцитів, дозволяючи клітинам адаптуватися до умов з низьким вмістом кисню в пластинах росту кісток. HIF відіграє центральну роль у регуляції метаболізму людини.

## Механізм

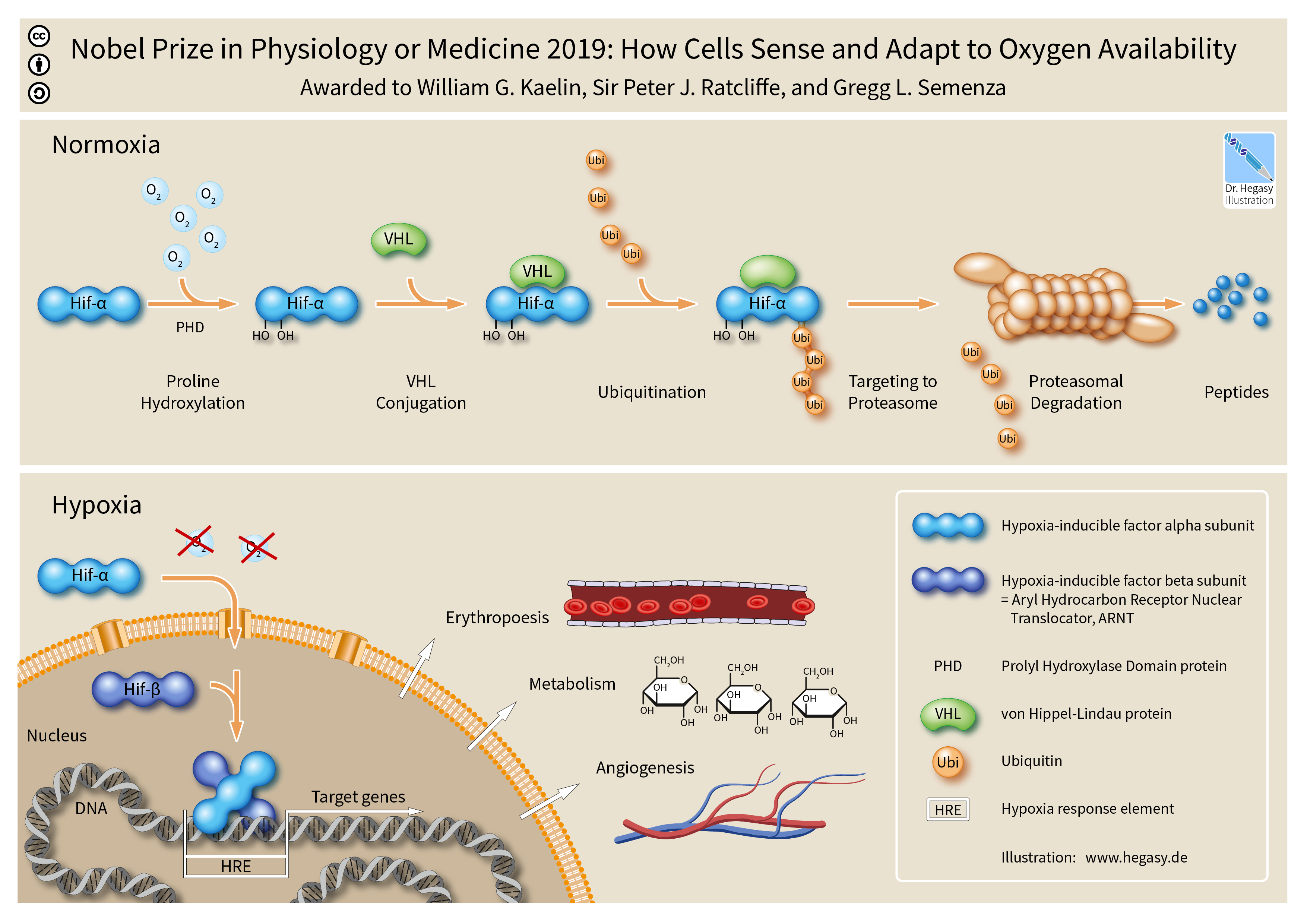
Нобелівська премія з фізіології та медицини 2019: Як клітини відчувають і адаптуються до доступності кисню. У нормоксичних умовах Hif-1 альфа гідроксилюється за двома залишками проліну. Потім він асоціюється з VHL і позначається убіквітином, що призводить до протеасомної деградації. В умовах гіпоксії Hif-1 альфа переміщується в ядро клітини і асоціюється з Hif-1 бета. Потім цей комплекс зв’язується з ділянкою HRE ДНК, що призводить до транскрипції генів, які беруть участь у багатьох процесах, включаючи еритропез, гліколіз та ангіогенез.

Альфа-субодиниці HIF гідроксилюються за консервативними залишками проліну HIF-пролілгідроксилазами, що дозволяє їх розпізнавати та убіквітинувати убіквітин — лігазою VHL E3, яка мітить їх для швидкої деградації протеасомою. Це відбувається тільки в нормоксичних умовах. В умовах гіпоксії HIF пролілгідроксилаза інгібується, оскільки вона використовує кисень як косубстрат.
Інгібування переносу електронів у комплексі сукцинатдегідрогенази через мутації в генах SDHB або SDHD може викликати накопичення сукцинату, який інгібує HIF проліл-гідроксилазу, стабілізуючи HIF-1α. Таке явище називається псевдогіпоксією.
HIF-1, стабілізований в умовах гіпоксії, активізує кілька генів, щоб сприяти виживанню в умовах з низьким вмістом кисню. До них належать ферменти гліколізу, які забезпечують синтез АТФ незалежним від кисню способом, і фактор росту ендотелію судин (VEGF), який сприяє ангіогенезу. HIF-1 діє шляхом зв’язування з елементами, що реагують на гіпоксію (HREs) у промоторах, які містять послідовність NCGTG (де N або A, або G). Нещодавня робота лабораторій Сонії Роча та Вільяма Келіна демонструє, що гіпоксія модулює метилювання гістонів і перепрограмовує хроматин  Ця стаття була опублікована разом з статтею лауреата Нобелівської премії з фізіології та медицини 2019 року Вільяма Келіна.  Ця робота була виділена в незалежній редакції.
Було показано, що білок mAKAP організовує убіквітин-лігази E3, впливаючи на стабільність і позиціонування HIF-1 всередині його місця дії в ядрі. Виснаження mAKAP або порушення його націлювання на перинуклеарну (у кардіоміоцитах) область змінили стабільність HIF-1 і транскрипційну активацію генів, пов’язаних з гіпоксією. Таким чином, «компартменталізація» чутливих до кисню сигнальних компонентів може впливати на гіпоксичну реакцію.
Розширені знання про молекулярні регуляторні механізми активності HIF1 в умовах гіпоксії різко контрастують з дефіцитом інформації про механістичні та функціональні аспекти, що регулюють NF-κB- опосередковану регуляцію HIF1 в нормоксичних умовах. Проте стабілізація HIF-1α також виявляється в негіпоксичних умовах через донедавна невідомий механізм. Показано, що NF-κB (ядерний фактор κB) є прямим модулятором експресії HIF-1α за наявності нормального тиску кисню. Дослідження siRNA (малих інтерферуючих РНК) для окремих членів NF-κB виявили різний вплив на рівні мРНК HIF-1α, що вказує на те, що NF-κB може регулювати базальну експресію HIF-1α. Нарешті, було показано, що, коли ендогенний NF-κB індукується лікуванням TNFα (фактором некрозу пухлини α), рівні HIF-1α також змінюються залежно від NF-κB. HIF-1 і HIF-2 виконують різні фізіологічні ролі. HIF-2 регулює вироблення еритропоетину в дорослому житті.

### Роль у процессі регенерації
У нормальних умовах після травми HIF-1a деградують під пролілгідроксілазой гідроксилази (PhDs). У червні 2015 року вчені виявили, що продовження активізації HIF-1a за допомогою інгібіторів PHD відновлює втрачену або пошкоджену тканину у ссавців, які мають реакцію відновлення; і продовження зниження рівня Hif-1a призводить до загоєння з рубцюванням у ссавців з попередньою регенеративною реакцією на втрату тканини. Акт регулювання HIF-1a може або вимкнути, або включити ключовий процес регенерації ссавців. Одним із таких регенеративних процесів, в яких бере участь HIF1A, є загоєння шкіри. Дослідники з Школи медицини Стенфордського університету продемонстрували, що активація HIF1A була здатна запобігти та лікувати хронічні рани у діабетичних і старих мишей. Мало того, що рани у мишей загоїлися швидше, але й якість нової шкіри була навіть кращою, ніж оригінал. Додатково було описано регенеруючу дію модуляції HIF-1A на старі клітини шкіри  та продемонстровано омолоджуючу дію на вікову шкіру обличчя у пацієнтів. Модуляція HIF також була пов’язана з сприятливим впливом на випадання волосся. Цей механізм використовує біотехнологічна компанія Tomorrowlabs GmbH, заснована у Відні в 2016 році лікарем Домініком Душером і фармакологом Домініком Тором. На основі запатентованого активного інгредієнта HSF ("HIF зміцнюючий фактор") розроблено продукти, які мають сприяти регенерації шкіри та волосся.

## Дослідження HIF-білків
Дослідження експресії HIF-3 в умовах гострої гіпоксії (12% O(2), 2 год) показало, що інгібування синтезу цієї субодиниці призводить до підвищення фізичної витривалості організму. Крім того, інгібування експресії HIF-3 та HIF-пропілгідроксилази сприяли підвищенню життєздатності клітин протягом аноксії-реоксигенації, зміни експресії мРНК генів-мішеней HIF1 та зниженню мембранного потенціалу мітохондрій (Δψm).
Дослідження експресії HIF-1α у міокарді та фракції лейкоцитів після ішемічного прекондиціонування показало достовірне зниження експресії у 7,5 раза (p < 0,05), однак у фракції лейкоцитів спостерігається недостовірне зниження експресії HIF-1α на 20 % (p > 0,05).

## Дивись також
- HIF-1α